# Adrian Barber
Adrian Barber (13 de noviembre de 1938 en Ilkley, Yorkshire) fue un músico y productor británico responsable de la grabación del álbum Live! at the Star-Club in Hamburg, Germany; 1962 de los Beatles.

## Carrera
Adrian Barber fue el guitarrista líder del cuarteto de Liverpool "Cass and the Casanovas" y de la banda The Big Three. En 1962, debido a su conocimiento en el campo de la electrónica, Barber fue contratado por Horst Fascher para mejorar el sistema de sonido de the Star-Club. En diciembre de 1962, realizó grabaciones de algunas bandas, lo que terminó convirtiéndose en el álbum Live! at the Star-Club in Hamburg, Germany; 1962. Una de esas bandas fue The Beatles, los cuales se encontraban probando suerte en Alemania.
A finales de los años sesenta, Barber se convirtió en ingeniero de sonido y productor discográfico para Atlantic Records.

## Producciones
- 1969 Cream - Goodbye[5]
- 1969 The Allman Brothers Band[5][6]
- 1969 Velvet Underground - Loaded
- 1969 The Rascals - Freedom Suite
- 1969 The Rascals - See
- 1968 Buffalo Springfield - Last Time Around
- 1969 Bee Gees - Odessa
- 1973 Aerosmith[5]